# Iraan
Iraan é uma cidade localizada no estado norte-americano de Texas, no Condado de Pecos.

## Demografia
Segundo o censo norte-americano de 2000, a sua população era de 1238 habitantes.
Em 2006, foi estimada uma população de 1196, um decréscimo de 42 (-3.4%).

## Geografia
De acordo com o United States Census Bureau tem uma área de
1,4 km², dos quais 1,4 km² cobertos por terra e 0,0 km² cobertos por água. Iraan localiza-se a aproximadamente 677 m acima do nível do mar.

## Localidades na vizinhança
O diagrama seguinte representa as localidades num raio de 68 km ao redor de Iraan.